# Sycoscapter guruti
Sycoscapter guruti is een vliesvleugelig insect uit de familie Pteromalidae. De wetenschappelijke naam is voor het eerst geldig gepubliceerd in 1969 door Joseph & Abdurahiman.